# Tim Nielsen
Timothy John Nielsen (né à Forest Gate, Londres, le 5 mai 1968), dit Tim Nielsen, est un ancien joueur de cricket australien. Il jouait principalement en tant que gardien de guichet. Il n'a jamais été sélectionné en équipe d'Australie de cricket. Il mit fin à sa carrière de joueur en 1999 et débuta ensuite immédiatement en tant qu'entraîneur-adjoint de l'équipe d'Australie-Méridionale.
Il a été nommé entraîneur de l'équipe d'Australie en février 2007 et a pris ses fonctions après la coupe du monde de cricket de 2007. Il occupe ce poste jusqu'en 2011.

## Équipes
- Australie-Méridionale